# Withania adpressa
Withania adpressa är en potatisväxtart som beskrevs av Ernest Saint-Charles Cosson. Withania adpressa ingår i släktet Withania och familjen potatisväxter. Inga underarter finns listade i Catalogue of Life.